# Citadelle de Quebec
A Citadelle de Quebec (em francês: Citadelle de Québec), também conhecida como La Citadelle, é uma fortaleza militar de grandes proporções e que abriga uma das residências reais do Monarca no Canadá. A cidadela está situada no topo da colina Cap Diamant e às margens do rio São Lourenço, na cidade de Quebec. Construída e ampliada sucessivamente ao longo dos séculos XVIII e XIX, a fortaleza é o mais antigo edifício militar do Canadá e torna Quebec uma das duas únicas cidades da América do Norte cercadas por muralhas (juntamente com Campeche, no México).
A posição estratégica do Cap Diamant foi reconhecida pelos franceses no limiar do século XVII. A Coroa francesa logo construiu diversas fortificações no local, bem como os britânicos após a conquista da Nova França. A cidadela moderna foi construída entre 1820 e 1850 numa tentativa de proteger Quebec de um potencial ataque dos Estados Unidos. Os britânicos utilizaram a fortaleza até 1871  quando formalmente a cederam ao governo canadense. Desde então, o complexo têm sido utilizado como posto militar das Forças Armadas Canadenses e residência real.
O complexo é tombado como Local Histórico Nacional do Canadá e integra o conjunto de Fortificações do Québec. A Citadelle está localizada no Distrito Histórico do Quebec, designado Patrimônio Mundial pela UNESCO em 1985.

## História
Em 1608, Samuel de Champlain fundou a cidade de Quebec como ponto estratégico sobre a encosta do Cap Diamant. A colina era praticamente intransponível e, portanto, o único local da colônia a ser fortemente protegido por um obstáculo natural.

### Primeira fortaleza
Domínio francês
A primeira muralha defensiva da cidade foi construída pelo Governador-geral da Nova França Louis de Buade e concluída pouco antes da Batalha de Quebec em 1690. Três anos depois, um projeto do engenheiro Josué Boisberthelot de Beaucours, que previa uma nova muralha de 75 metros de altura, foi executado pelo arquiteto Jacques Levasseur de Néré e aprovado por Sébastien Vauban, encarregado de Luís XIV para obras públicas.
Apesar da importância econômica de Quebec, a coroa francesa rejeitou projetos de expansão e construção de uma fortaleza completa na região devido aos altos custos. No entanto, após a queda de Louisbourg em 1745, o engenheiro militar Gaspard-Joseph de Léry iniciou obras de reparo nas fortificações.
Domínio britânico
O primeiro governador britânico do Quebec, James Murray, percebeu a vulnerabilidade da cidade sem uma fortaleza plena. Sua própria nomeação ao cargo era decorrente da conquista da colônia pelos britânicos anos antes, em 1759. Murray solicitou a construção de uma cidadela, mas a Coroa britânica, assim como os franceses anteriormente, desconsiderou a construção de um grande forte. Pelo contrário, uma cidadela menor de madeira foi construída.
Em 1775, durante a Revolução Americana, tropas americanas lideradas pelos generais Richard Montgomery e Benedict Arnold tentaram tomar Quebec após conquistarem Montreal. Porém, com a morte de Montgomery e o difícil estado de Arnold, as tropas recuaram e mantiveram Quebec sob um cerca até a chegada de reforços britânicos em 1776.

## Atividade

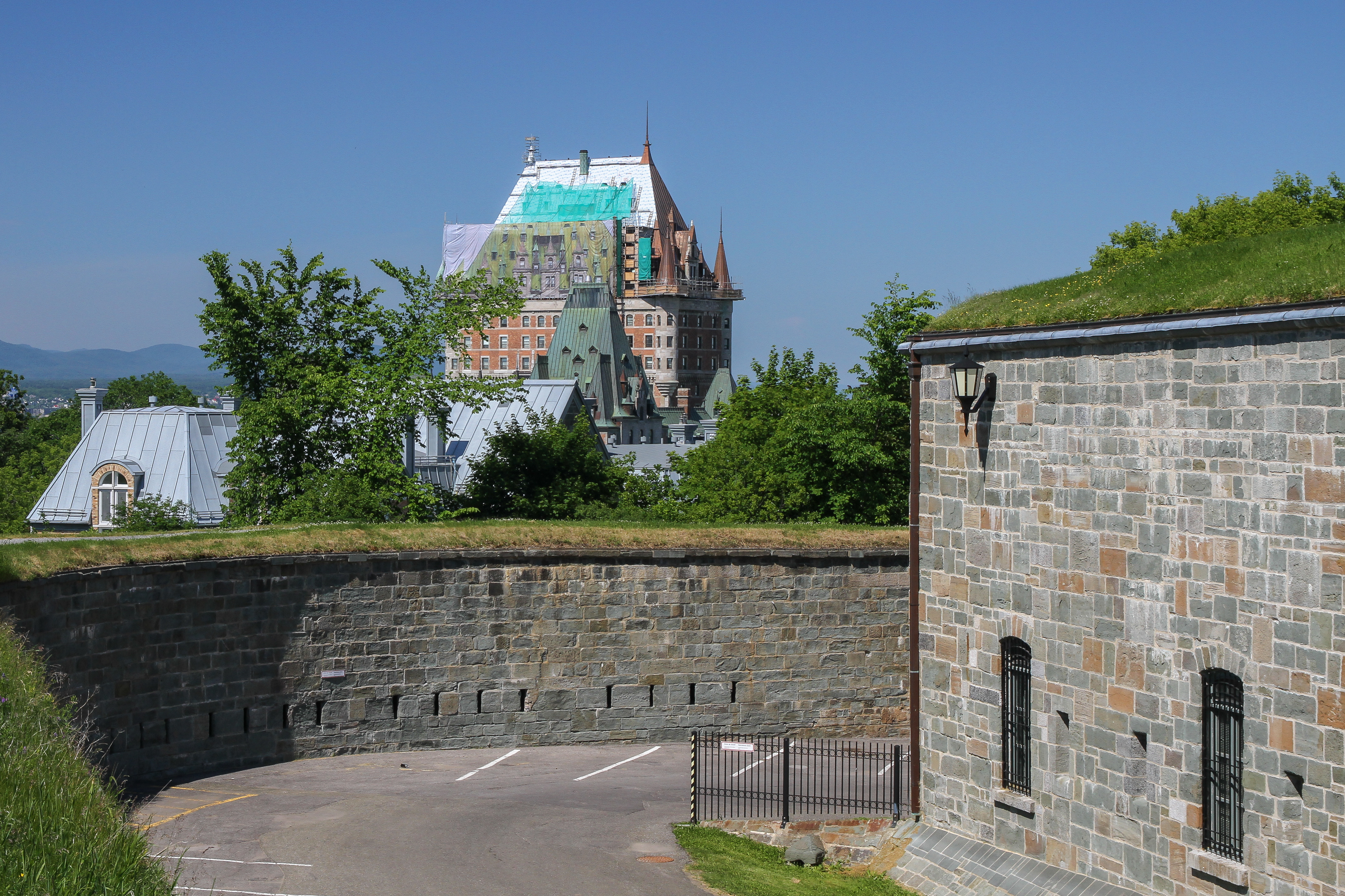
O Château Frontenac visto da Citadelle de Quebec.

A Citadelle é uma instalação militar em pleno funcionamento para as Forças Canadenses, bem como uma residência oficial do Monarca no Canadá, em uso de seu Governador-geral. Este último, por tradição, reside no complexo por algumas semanas do verão canadense. Assim como sua equivalente, Rideau Hall em Ottawa, a Citadelle abriga cerimônias oficias de governo como premiações e investiduras oficiais. Paralelamente, o local é aberto à visitação pública, com um extenso programa de acolhimento a visitantes e visitas guiadas nos aposentos principais.
Uma série de cerimônias militares relacionadas ao 22º Regimento Real ocorrem no pátio principal da Citadelle, como a troca da guarda e do comando do batalhão e a consagração de cada novo mascote do regimento. Além disso, diariamente ao meio-dia, uma salva é disparada do forte, cujo som pode ser ouvido em toda a cidade de Quebec. Originalmente, duas salvas eram disparadas a cada dia, às 12 horas para alertar os moradores da cidade de Quebec sobre a hora do almoço e o Angelus e às 21 horas, marcando o toque de recolher para artilheiros e soldados em toda a cidade. Esta tradição é mantida desde 1871, exceto entre 1994 e 2004.